# Раджамандри
Раджама́ндри, Раджмандри, Раджахмундри (телугу రాజహ్మండ్రి, англ. Rajahmundry) — город в Индии, в штате Андхра-Прадеш, на территории округа Восточный Годавари.

## География
Город расположен на левом берегу реки Годавари. Средняя высота над уровнем моря — 13 метров.

## Население
Население по данным переписи 2011 года составляет 343 903 человека. По данным переписи 2001 года в городе проживали 315 251 человек.

## Транспорт
Крупная железнодорожная станция на линии Ченнаи — Халдия — Хаура. Крупнейший в Азии железнодорожный мост соединяет Раджамандри с расположенным на правом берегу Годавари городом Коввур. Аэропорт расположен в 18 км от центра города.

## Известные уроженцы
- Дешмукх, Дургабай (1909—1981) — индийский политический и социальный деятель, борец за свободу, юрист.